# 小島時光
小島 時光（こじま ときみつ、? - 天正13年（1585年））別名・姉小路 時光（あねがこうじ ときみつ）は、戦国時代から安土桃山時代にかけての武将・公家。小島時秀の孫、小島時親の子。弟に小島時忠がいる。飛騨国小島城城主。官位は従五位下・侍従。姉小路氏の一族。

## 生涯

### 三木氏の姉小路氏継承に協力
飛騨国国司・姉小路氏の一族・小島時親の子として誕生。
南飛騨において京極家守護代の三木氏が勢力を拡大しつつある頃よりこれに通じ、姉小路家小島氏として家の地位を保った。一方、同族である古川氏と向氏は衰退しており、三木氏の良頼と頼綱は、朝廷や公卿に工作を行い、小島時光による名跡の働きかけもあって古川氏の名跡を正式に認められた。この頃より、時光は三木姉小路氏と姉小路氏一族同盟を結んだ。
以降は姉小路頼綱と行動を共にし、公家・朝廷との外交を行った。また、頼綱の子・基綱（元頼）を時光の一人娘・妙姫が縁組し、三木姉小路家の宗家筋本家姉小路親族となった。腹心として頼綱を姉小路氏代表国司として支え、朝廷へ忠誠を尽くした。

### 飛騨の関ヶ原
天正10年（1582年）、京都での本能寺の変後の世情が不安定な中、北飛騨の江馬輝盛が勢力の拡大を目指し、時光の小島城へ夜襲をかけた。籠城した時光は激しく応戦してこれを撃退、姉小路頼綱自らが援軍として駆けつけ、さらに牛丸親正・広瀬宗域らが加勢したことにより、いわゆる「飛騨の関ヶ原」とも呼ばれる八日町の戦いに勝利する。時光と基頼の小島軍は江馬氏の本拠地へ攻め入ると、高原諏訪城・江馬氏城館・下館・土城・寺林城・政元城・洞城・石神城などの江馬氏の拠点は陥落し、宿敵であった江馬氏を滅亡させた。

### 姉小路家御三家統一
天正11年（1583年）、謀反の疑いにより姉小路頼綱の実弟・鍋山顕綱と頼綱の嫡男・信綱が誅殺され、共謀したとして牛丸親正・広瀬宗域をも追討された。時光は頼綱の側に立ちこれらに参加し、頼綱は飛騨国を統一した。
統一後、姉小路向氏であり常陸国の佐竹氏に仕えていた向宣政とも通じ、頼綱の娘（次女）が嫁いだため、姉小路氏御三家同盟（小島氏・古川氏・向氏）として姉小路家一族統一勢力として結びついた。

### 飛騨征伐
ところが、姉小路氏は織田氏や佐々氏に味方しており、これらと対立する羽柴秀吉とは敵対関係になっていた。天正13年（1585年）、富山の役の一部として秀吉の命を受けた金森長近・金森可重の軍に攻められた（飛騨征伐）。小島氏も小島城に籠城するが不意討ちにて落城し、一族は史料の上で各々の生死の確認も不明となった。これらの戦いで金森軍を先導し独断で攻め上がったのは、かつて姉小路氏や時光が飛騨国より追い落した広瀬宗直・牛丸親綱・江馬時政・鍋山右近大夫であった。
なお、落城後も京都から朝廷の使者が姉小路小島家へ勅命を携えて来たが間に合わなかった。

## 人物・逸話
- 姉小路小島氏宗家・小島時光と三木姉小路氏・姉小路頼綱は、姉小路家名跡を近衛氏や朝廷への働きかけもあり、常に好関係であり仲が良く、最後まで頼綱と姉小路氏としての態度をくずさなかった[13]。
- 八日町の戦いにおいて、江馬氏の拠点を姉小路小島氏が攻めて滅亡させたことが、文献にて記載がある[14]。
- 姉小路氏の小島家の当主だった小島時光が着用したとされる赤兜である「冬瓜蓑朱兜」が現存し保存されている[15][16][17]。

## 官歴
『歴名土代』による。
- 天文23年（1554年） 9月5日：従五位下。9月6日：侍従

## 系譜
- 父：姉小路雅秀
- 母：不詳
- 生母不詳の子女
  - 女子：妙姫
- 養子女
  - 男子：小島元頼（姉小路基頼）